# Marta Litinska
Marta Iwanowna Litinska, geborene Schul (ukrainisch Марта Іванівна Літинська; * 25. März 1949 in Lwiw, Ukraine) ist eine ukrainische Schachspielerin und Mathematikerin.

## Lebenslauf
Unter ihrem Mädchenmanen Marta Schul (ukrainisch Шуль, FIDE: Shul) nahm sie mehrmals an sowjetischen Damenmeisterschaften teil und gewann diese 1972.
Sie spielte im Interzonenturnier der Frauen 1973 auf Menorca (geteilter 2. bis 5. Platz). Das Semifinale der Kandidatenwettkämpfe zur Schachweltmeisterschaft der Frauen verlor sie gegen Nana Alexandria 1974 in Riga. Beim Interzonenturnier der Frauen 1976 in Tiflis wurde sie Vierte, ebenfalls beim Interzonenturnier der Frauen 1979 in Alicante. 
Aufgrund ihrer internationalen Erfolge erhielt Marta Litinska 1972 von der FIDE den Titel Internationaler Meister der Frauen (WIM) und 1976 den neu eingeführten Frauengroßmeistertitel (WGM).
Sie nahm an vier Schacholympiaden der Frauen teil. 1988 spielte sie für die Sowjetunion am ersten Reservebrett. Die Mannschaft belegte den zweiten Platz, und Marta Litinska erhielt zusätzlich eine individuelle Silbermedaille für ihr Ergebnis von 9,5 Punkten aus 12 Partien. 1992, 1994 und 1996 spielte sie am zweiten Brett der ukrainischen Nationalmannschaft. Auch 1992 gewann sie mit der Mannschaft die Silbermedaille. Mit der Ukraine gewann sie außerdem die Mannschaftseuropameisterschaft der Frauen 1992.
In der deutschen Frauenbundesliga spielte Litinska von 1996 bis 2001 für den Krefelder Schachklub Turm 1851, in der polnischen Mannschaftsmeisterschaft von 1993 bis 1997 für GKS Gedania Gdańsk.
Im Jahre 1977 gewann sie das Internationale Damenturnier in Bad Kissingen vor Gisela Fischdick und belegte beim Interzonenturnier der Frauen 1982 ebenfalls in Bad Kissingen Platz 6. Nona Gaprindaschwili gewann das Interzonenturnier 1982.
Marta Litinska wurde 2002 Seniorenweltmeisterin in Naumburg an der Saale.
Litinska wird bei der FIDE als inaktiv geführt, da sie seit der Seniorenweltmeisterschaft der Frauen im Oktober 2004 in Halle (Saale) keine gewertete Partie mehr gespielt hat.

## Fernschach
Sie war auch eine starke Fernschachspielerin. Mit der sowjetischen Nationalmannschaft (Olga Rubzowa, Marta Schul, Luba Kristol und Ljudmila Belawenez) erkämpfte Marta Litinska bei der 1. Fernschacholympiade der Frauen die Goldmedaille vor der Mannschaft der Bundesrepublik Deutschland (Juliane Hund, Edith Mechelke, Elke Beyer und Rita Heigl). Bei der 2. Fernschacholympiade der Frauen errang die sowjetische Mannschaft (Olga Rubzowa, Lora Jakowlewa, Marta Litinska, Ljudmila Belavenets) ebenfalls die Goldmedaille.